# Крутовка (Кемеровская область)
Крутовка — деревня из 3 дворов в Яшкинском районе Кемеровской области, входит в Таловское сельское поселение.

## География
Расположена на северо-востоке района, на правом берегу реки Яя, примерно в 25 км северо-восточнее райцентра Яшкино. Ближайшие населённые пункты — Каменный Брод в 300 м западнее, на другом берегу Яи и Таловка в 2 км южнее, в деревне 2 улицы: Крутовская и Центральная.

## История
Деревня была основана в 1904 году.

## Население
| 2010 |
| ---- |
| 6    |